# Alidaunia
Alidaunia S.p.A. è una società di trasporto aereo fondata nel 1976 a Foggia.  Opera servizi di linea per passeggeri, aeroambulanza, aerotaxi, voli charter, offshore e svolge manutenzione di aerei. La base di armamento è nell'Aeroporto di Foggia.

## Storia
Fondata nel marzo 1976 e attivata due anni dopo, nel 1984 ottiene la licenza di trasporto pubblico. Con il supporto del governo, il 1° marzo 1986 inizia il servizio di linea da Foggia per le Isole Tremiti. Nel 1992 e nel 1993 ha anche operato da Foggia per l'aeroporto di Milano-Malpensa e, dal 1993 al 1995, da Foggia all'aeroporto di Parma utilizzando come velivolo il Mitsubishi Mu.300.
La società è di proprietà di Roberto Pucillo (direttore generale e azionista al 55%), Roberto Rocco Manzo (20%), Paolo Giangrossi (15%).

## Destinazioni

La mappa delle destinazioni di Alidaunia.

Alidaunia opera con elicotteri verso le seguenti destinazioni:
- Foggia - Aeroporto di Foggia
- Isole Tremiti - Eliporto San Domino
- Peschici - Eliporto Peschici
- San Giovanni Rotondo (solo su richiesta)
- Vieste - Eliporto Vieste

## Flotta
Nel corso degli anni Alidaunia ha utlizzato i seguenti aeromobili:

Un Mitsubishi MU300 utilizzato per voli VIP e anche per il collegamento Foggia-Parma.

- 5 Agusta A109
- 2 Robinson R22
- 1 AgustaWestland AW139
- 3 AgustaWestland AW169Un Mitsubishi MU300 utilizzato per voli VIP e anche per il collegamento Foggia-Parma.
- 1 Cessna Citation M2
- 1 Mitsubishi Mu.300
- 1 Partenavia P66
- 2 Robinson R44

## Incidenti
Il 5 Novembre 2022 un elicottero Agusta A109 della società, con 7 persone a bordo, è precipitato nella zona di Apricena (Gargano).